# Xyletobius bidensicola
Xyletobius bidensicola är en skalbaggsart som beskrevs av Ford 1954. Xyletobius bidensicola ingår i släktet Xyletobius och familjen trägnagare. Inga underarter finns listade i Catalogue of Life.